# 23º Jamboree mondiale dello scautismo
Il 23º Jamboree mondiale dello scautismo si è svolto a Kirara Beach, Yamaguchi, nel sud del Giappone nel 2015.
Il motto del jamboree è "Wa: Uno spirito di unità".
È stato scelto questo luogo poiché riassume la cultura giapponese e il messaggio che vuole far passare l'OMMS per questo Jamboree: la pace, l'armonia, la solidarietà, la cooperazione e l'amicizia. Tutti gli aspetti del Jamboree sono legati a questi differenti concetti.

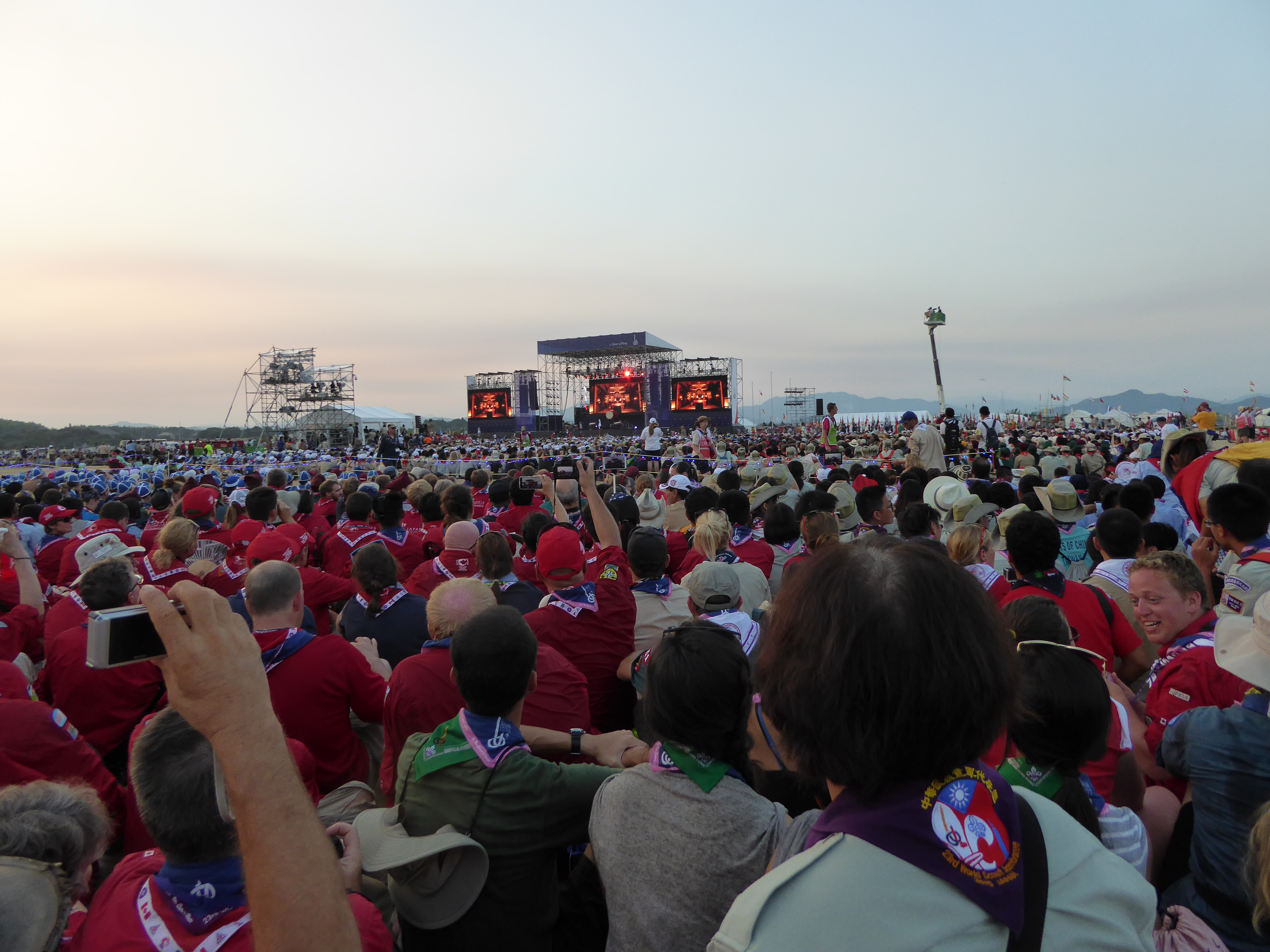

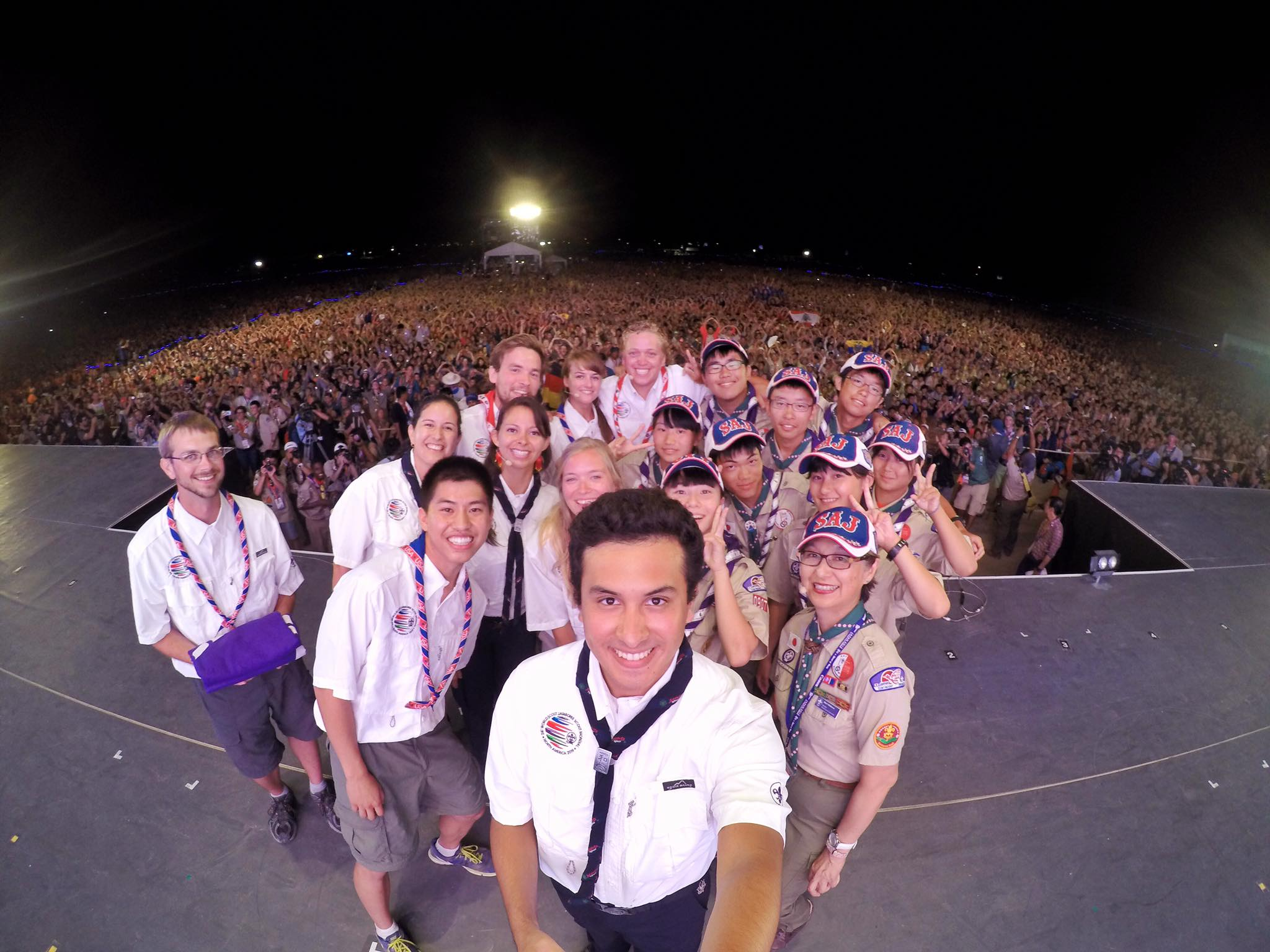

## Assegnazione e altre candidature
L'assegnazione del Jamboree al Giappone si è tenuta durante la 38ª Conferenza dello scautismo mondiale in Corea nel 2008. La conferenza è stata seguita da 1189 partecipanti rappresentanti 150 Paesi. Accolta dall'Associazione scout di Corea, la Conferenza è stata ufficialmente dichiarata aperta da M. Han Seung-so, Primo Ministro della Repubblica di Corea. La candidatura nipponica è stata preferita a quella presentata da Singapore.
Si è svolto inoltre un pre-23° World Jamboree nel 2013, il 30º Jamboree Regionale Asia-Pacifico e il 16º Jamboree Nazionale Nipponico.